# Объединённая церковь христиан веры евангельской в Республике Беларусь

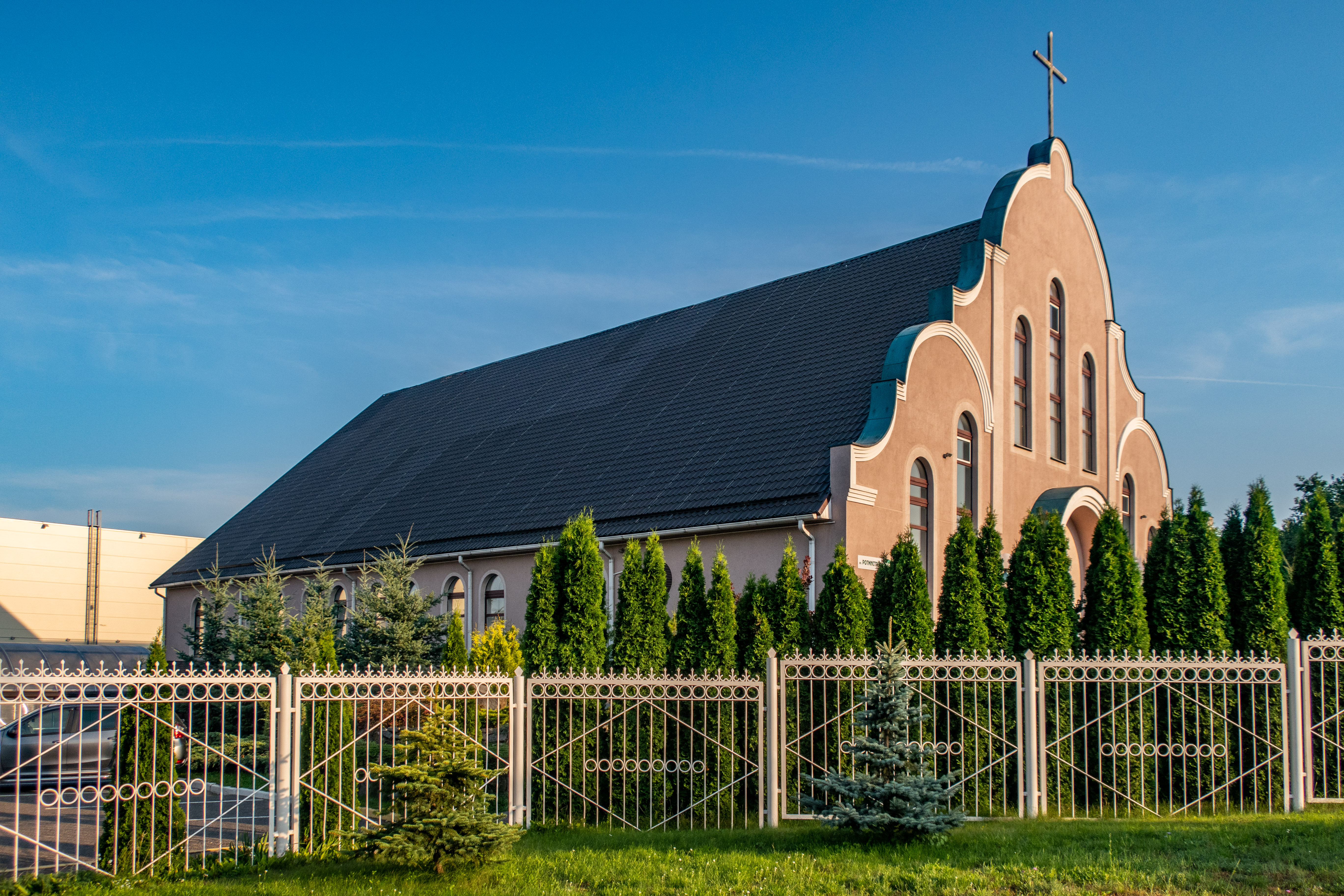
Цервовь «Вифания» в Минске, построенная в начале 1990-х годов

Объединённая церковь христиан веры евангельской (ОЦХВЕ; бел. Аб'яднаная царква хрысціян веры евангельскай) — религиозная организация, объединяющая христиан веры евангельской (пятидесятников) во всех областях Республики Беларусь. По численности зарегистрированных общин является второй в стране, в том числе крупнейшей среди христиан протестантских направлений.

## История
Первые последователи евангельского христианства известны на территории Республики Беларусь с 1882 года в Чечерске. Первая община, группировавшаяся вокруг Елизаветы Чертковой, получала помощь из Санкт-Петербурга.
Распространению пятидесятничества, как и других ветвей протестантизма, содействовала Первая мировая война — белорусы, призванные в российскую армию и попавшие в германский плен, побывали в частично протестантской Германии. В 1920-е годы проповедники христиан веры евангельской и евангельских христиан-баптистов, среди которых выделялись военнопленные, активно действовали на территории современных Витебской, Гомельской, Минской, Могилёвской областей. Быстрый рост численности всех протестантских общин привлёк внимание РКП(б) и КП(б)Б в 1925 году, которые занялись изучением протестантского движения. В Западной Беларуси протестантские вероучения распространялись быстрее вследствие трёхлетней оккупации германской армией, активного выезда населения за границу с последующим возвращением и активной деятельности иностранных миссионеров — особенно до 1924 года, когда польское правительство запретило миссионерскую деятельность. Регионом наибольшего распространения пятидесятничества стало Полесье: в Пружанах в 1930-е годы насчитывалось до 500 христиан веры евангельской. Всего в Полесском воеводстве в 1934 году насчитывалось 3794 пятидесятника, из них 894 проживало в Пинском и 409 — в Столинском повете. В середине 1930-х годов началось распространение пятидесятничества на севере, в Молодечно и в его западных окрестностях, а также в других населённых пунктах.
Послевоенное «августовское соглашение» об организационном объединении евангельских христиан – баптистов и христиан веры евангельской позволило большинству пятидесятнических общин в БССР (83) легализоваться. Однако существовала и оппозиция этой инициативе: 28 общин отказались проходить регистрацию в Совете по делам религиозных культов при Совете Министров СССР по БССР и объединяться с баптистами. В конце 1949 года были арестованы лидеры пятидесятнического движения в БССР. Уполномоченный Совета по делам религиозных культов К. Уласевич открыто признавал, что предпринятые репрессии положительно повлияют на «подрыв сектантского движения в БССР».
На конференции в Минске 18 ноября 1989 года был создан Союз христиан веры евангельской. В феврале 1991 года прошёл первый съезд Союза христиан веры евангельской, на котором 8 февраля был принят устав. В 1997 году прошёл третий съезд Союза христиан веры евангельской в Республике Беларусь. 7 мая 2007 года Союз христиан веры евангельской в Республике Беларусь принял решение о переименовании, и с тех пор известен под современным названием.

## Общины
На 1 января 2009 года в стране насчитывалось ровно 500 общин христиан веры евангельской, в том числе:
- Брестская область — 155;
- Витебская область — 51;
- Гомельская область — 68;
- Гродненская область — 32;
- Минская область — 133;
- Могилёвская область — 39;
- г. Минск — 22.

Общая численность крещённых верующих оценивается в 32 тысячи человек, численность посетителей богослужений — в 55 тысяч человек.

## Руководство
- Епископ Объединенной Церкви ХВЕ в Республике Беларусь — Цвор Сергей Павлович (с 15 марта 2014 года, сменивший Хомича Сергея Сергеевича)[7][8]
  - Заместитель епископа Объединенной Церкви ХВЕ в РБ — Бирюк Леонид Викторович
  - Заместитель епископа Объединенной Церкви ХВЕ в РБ — Поднюк Сергей Сергеевич
- Епископ Объединения ХВЕ в Брестской области — Цвор Фёдор Павлович
  - Заместитель епископа Объединения ХВЕ в Брестской области — Крейдич Василий Михайлович
- Епископ Объединения ХВЕ в г. Минске и Минской области — Войнилович Михаил Владимирович
  - Заместитель епископа Объединения ХВЕ в г. Минске и Минской области — Стасилевич Сергей Михайлович
- Епископ Объединения ХВЕ в Гомельской области — Завадский Василий Васильевич
  - Заместитель епископа Объединения церквей ХВЕ в Гомельской области — Завацкий Александр Степанович
- Епископ Объединения ХВЕ в Могилевской области — Гулько Александр Иванович
- Епископ Объединения церквей ХВЕ в Витебской области — Чиникайло Павел Алексеевич
  - Заместитель епископа Объединения церквей ХВЕ в Витебской области — Зарецкий Александр Владимирович
- Епископ Объединения ХВЕ в Гродненской области — Вечер Григорий Аркадьевич